# Gerard K. O'Neill
Gerard Kitchen O'Neill (6 tháng 2 năm 1927 – 27 tháng 4 năm 1992) là một nhà vật lý và nhà hoạt động vũ trụ người Mỹ. Là một giảng viên của Viện Đại học Princeton, ông đã phát minh ra một thiết bị mang tên vòng lưu trữ hạt cho các thí nghiệm vật lý năng lượng cao. Về sau, ông còn phát minh ra một loại máy phóng từ tính được gọi là mass driver. Vào thập niên 1970, ông đề ra một kế hoạch xây dựng các khu định cư của con người ở ngoài vũ trụ, bao gồm cả thiết kế khu định cư ngoài không gian được gọi là Hình trụ O'Neill. Ông cho lập Viện Nghiên cứu Không gian, một tổ chức chuyên tài trợ cho nghiên cứu quá trình sản xuất và thuộc địa hóa không gian.
O'Neill bắt đầu nghiên cứu vật lý hạt năng lượng cao tại Princeton vào năm 1954, sau khi ông nhận bằng tiến sĩ tại Viện Đại học Cornell. Hai năm sau, ông công bố lý thuyết của mình cho một vòng lưu trữ hạt. Phát minh này cho phép máy gia tốc hạt ở năng lượng cao hơn nhiều so với trước đây. Năm 1965 tại Viện Đại học Stanford, ông đã thực hiện thí nghiệm vật lý chùm tia va chạm đầu tiên.
Trong thời gian giảng dạy vật lý tại Princeton, O'Neill bắt đầu quan tâm đến khả năng con người có thể sống sót và sinh sống ngoài vũ trụ. Ông đã nghiên cứu và đề xuất một ý tưởng mang tính tương lai cho việc định cư của con người trong không gian, hình trụ O'Neill, trong "The Colonization of Space" (Thuộc địa hóa Không gian), bài báo khoa học đầu tiên của ông viết về chủ đề này. Ông còn tổ chức một hội nghị về sản xuất không gian tại Princeton năm 1975. Nhiều người trở thành nhà hoạt động vũ trụ thời hậu Apollo đã tới tham dự hội nghị này. O'Neill đã chế tạo nguyên mẫu mass driver đầu tiên của mình với giáo sư Henry Kolm vào năm 1976. Ông coi mass drivers rất quan trọng để khai thác tài nguyên khoáng sản trên Mặt Trăng và các tiểu hành tinh. Cuốn sách từng đoạt giải thưởng của ông nhan đề The High Frontier: Human Colonies in Space (Biên giới Cao xa: Thuộc địa của loài người trong Không gian) đã truyền cảm hứng cho một thế hệ những người ủng hộ thám hiểm không gian. Ông qua đời vì bệnh máu trắng năm 1992.

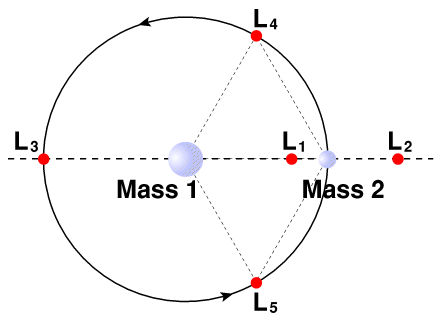
Sơ đồ các điểm Lagrange trong hệ Trái Đất-Mặt Trăng

### Nghiên cứu của NASA (1975–1977)

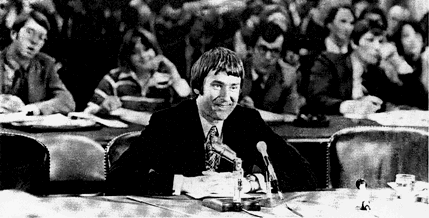
O'Neill ra làm chứng trước Tiểu ban Thượng viện Hoa Kỳ vào ngày 19 tháng 1 năm 1976

### Tài trợ tư nhân (1977–1978)

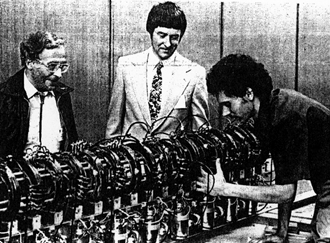
Kolm (trái) và O'Neill (giữa) với mass driver

## Sự nghiệp viết lách

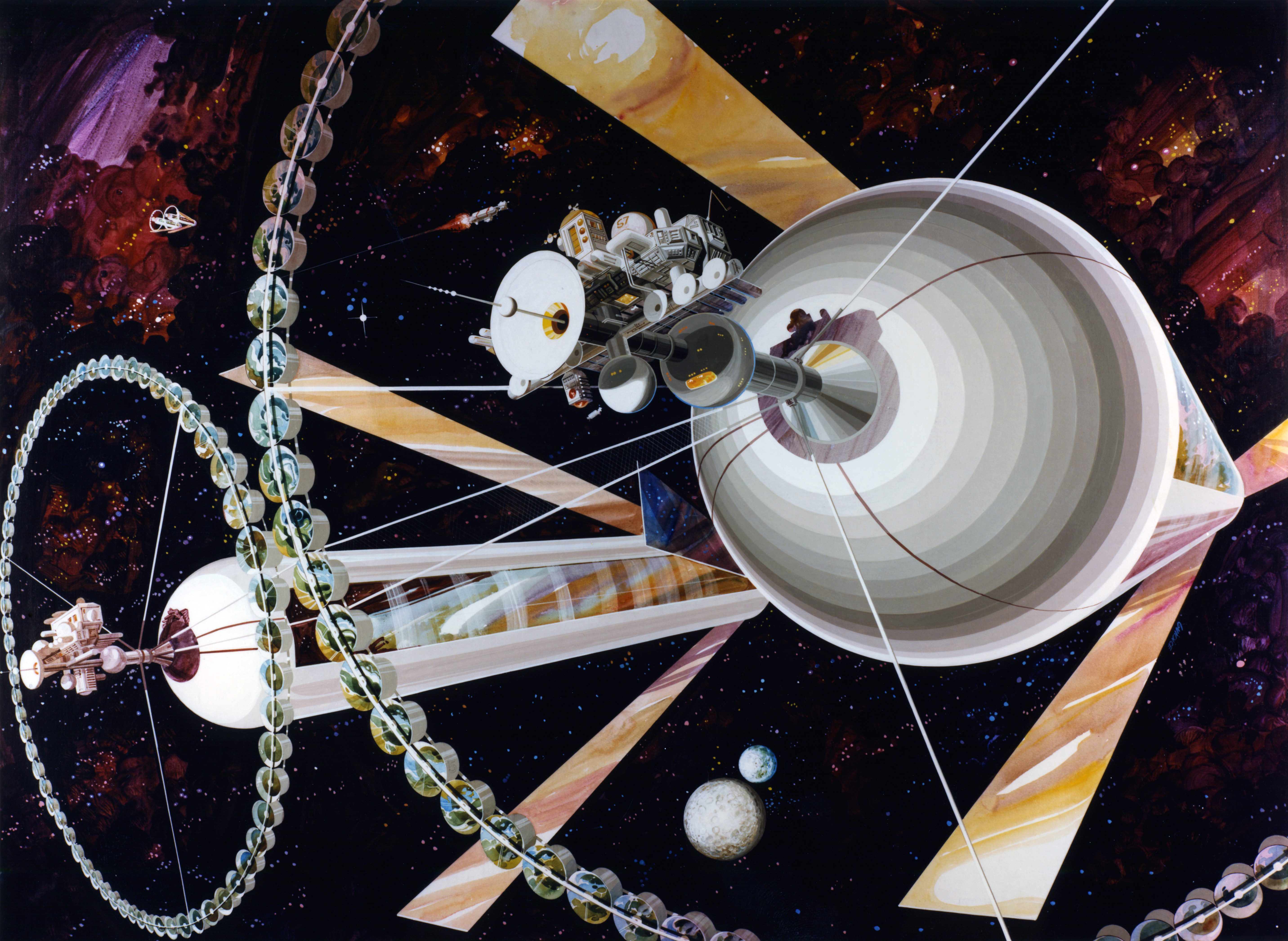
Hình trụ O'Neill như được minh họa trong cuốn The High Frontier

## Nỗ lực lập nghiệp

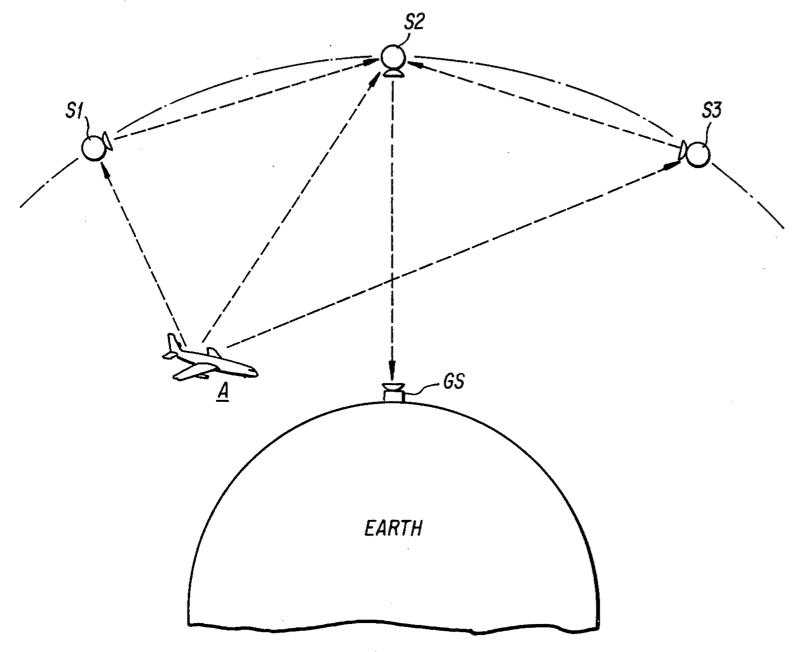
Thiết kế hệ thống định vị vệ tinh

## Cái chết và di sản

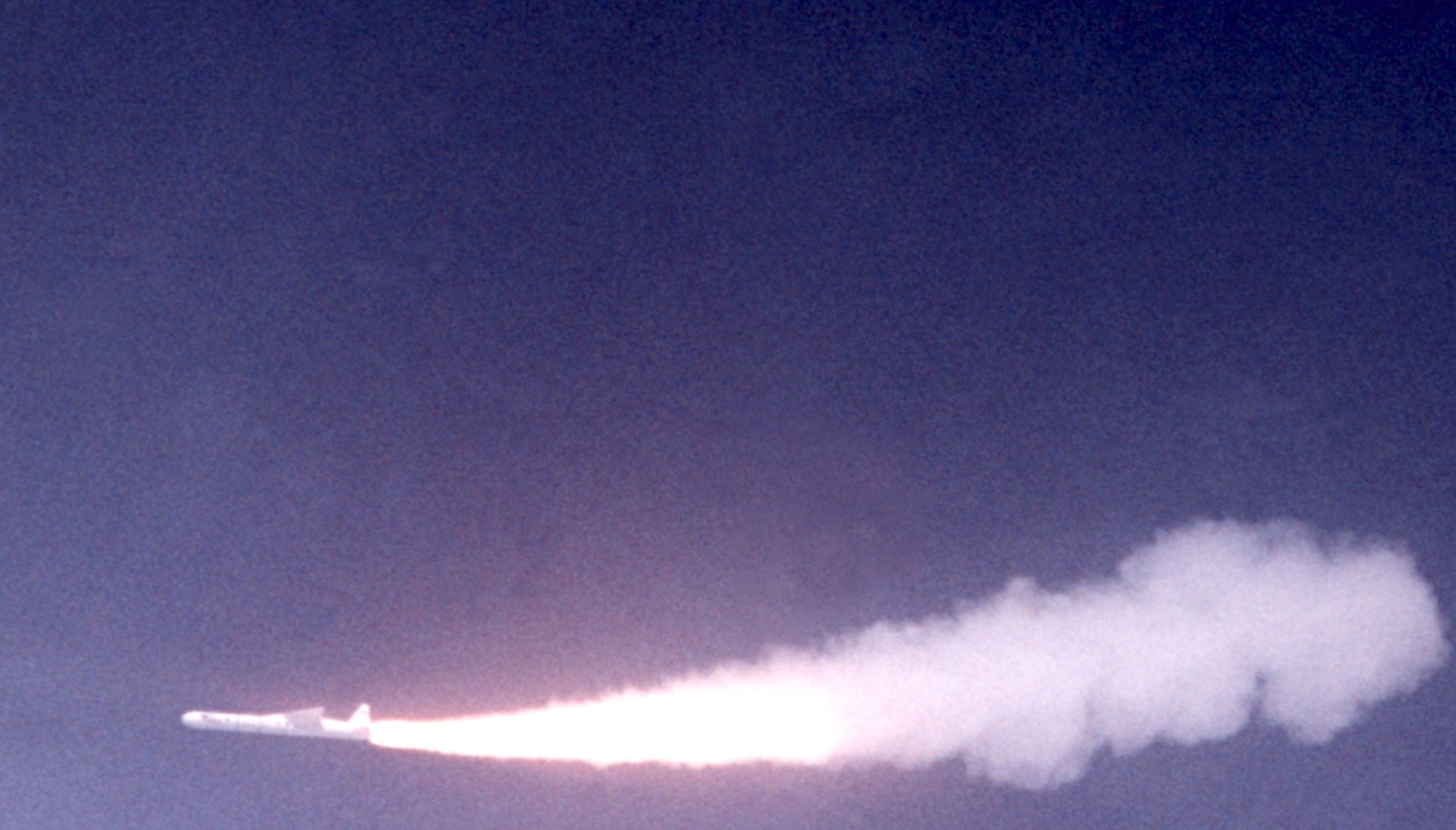
Tro cốt của O'Neill được mang lên tầng trên của tên lửa Orbital Sciences Pegasus

## Chào đời, giáo dục, và đời sống gia đình
O'Neill chào đời tại Brooklyn, New York vào ngày 6 tháng 2 năm 1927, cha là Edward Gerard O'Neill, một luật sư và mẹ là Dorothy Lewis O'Neill (nhũ danh Kitchen). Ông không có anh chị em nào khác. Gia đình ông dọn đến ở Speculator, New York khi cha ông tạm thời nghỉ hưu vì lý do sức khỏe. Về phần trường trung học, O'Neill nhập học trường Newburgh Free Academy ở Newburgh, New York. Khi còn là sinh viên, ông đã biên tập tờ báo của trường và nhận công việc phát thanh viên tại một đài phát thanh địa phương. Ông tốt nghiệp năm 1944, trong Thế chiến II, và nhập ngũ vào Hải quân Mỹ vào sinh nhật lần thứ 17. Hải quân đã đào tạo ông thành một kỹ thuật viên radar, điều này làm ông trở nên hứng thú với khoa học.
Sau khi ông được xuất ngũ một cách vinh dự vào năm 1946, O'Neill theo học vật lý và toán học tại Đại học Swarthmore. Khi còn nhỏ, ông đã thảo luận về khả năng của con người trong không gian với cha mẹ mình và ở trường đại học, ông thích làm việc dựa trên các phương trình tên lửa. Tuy nhiên, ông không xem khoa học vũ trụ là một lựa chọn cho con đường sự nghiệp trong ngành vật lý, thay vào đó lại chọn theo đuổi vật lý năng lượng cao. Ông tốt nghiệp bằng danh dự Phi Beta Kappa năm 1950. O'Neill đã thực hiện nghiên cứu sau đại học của mình tại Đại học Cornell với sự giúp đỡ từ học bổng của Ủy ban Năng lượng nguyên tử, và được trao bằng tiến sĩ vật lý năm 1954.
O'Neill kết hôn với Sylvia Turlington, cũng tốt nghiệp Swarthmore, vào tháng 6 năm 1950. Cả hai có với nhau một cậu con trai, Roger và hai cô con gái, Janet và Eleanor, trước khi cuộc hôn nhân của họ kết thúc bằng việc ly dị vào năm 1966.
Một trong những hoạt động yêu thích của O'Neill là bay lượn. Ông đã có các chứng chỉ về thiết bị trong cả chuyến bay bằng tàu lượn và năng lượng và giữ Huy hiệu Kim cương FAI, một giải thưởng bay bằng tàu lượn. Trong chuyến bay lượn xuyên quốc gia đầu tiên vào tháng 4 năm 1973, ông được Renate "Tasha" Steffen hỗ trợ trên mặt đất. Ông từng gặp Tasha, người trẻ hơn mình 21 tuổi, trước đây thông qua Câu lạc bộ Quốc tế YMCA. Họ đã kết hôn một ngày sau chuyến bay đó. Cả hai có với nhau một cậu con trai, Edward O'Neill.

## Nghiên cứu vật lý năng lượng cao
Sau khi tốt nghiệp Cornell, O'Neill chấp nhận vị trí giảng viên tại Viện Đại học Princeton. Tại đây, ông bắt đầu nghiên cứu về vật lý hạt năng lượng cao. Năm 1956, năm thứ hai giảng dạy, ông đã xuất bản một bài báo dài hai trang với giả thuyết rằng các hạt được tạo ra bởi máy gia tốc hạt có thể được lưu trữ trong vài giây trong vòng lưu trữ. Các hạt được lưu trữ sau đó có thể được định hướng để va chạm với một chùm hạt khác. Điều này sẽ làm tăng năng lượng của sự va chạm hạt so với phương pháp trước đó, hướng chùm tia vào một mục tiêu cố định. Ý tưởng của ông không được cộng đồng vật lý chấp nhận ngay lập tức.
O'Neill trở thành trợ lý giáo sư tại Princeton năm 1956 và phong giáo sư vào năm 1959. Ông đến thăm Viện Đại học Stanford vào năm 1957 để gặp Giáo sư Wolfgang K. H. Panofsky. Điều này dẫn đến sự hợp tác giữa Princeton và Stanford để xây dựng Thí nghiệm Chùm tia Va chạm (CBX). Nhờ khoản tài trợ 800.000 đô la từ Văn phòng Nghiên cứu Hải quân, việc xây dựng các vòng lưu trữ hạt đầu tiên bắt đầu vào năm 1958 tại Phòng thí nghiệm Vật lý Năng lượng Cao Stanford. Ông đã tìm ra cách thu giữ các hạt và, bằng cách bơm không khí ra ngoài để tạo chân không, lưu trữ chúng đủ lâu để thử nghiệm chúng. CBX đã lưu trữ chùm tia đầu tiên vào ngày 28 tháng 3 năm 1962. O'Neill trở thành giáo sư vật lý chính thức vào năm 1965.

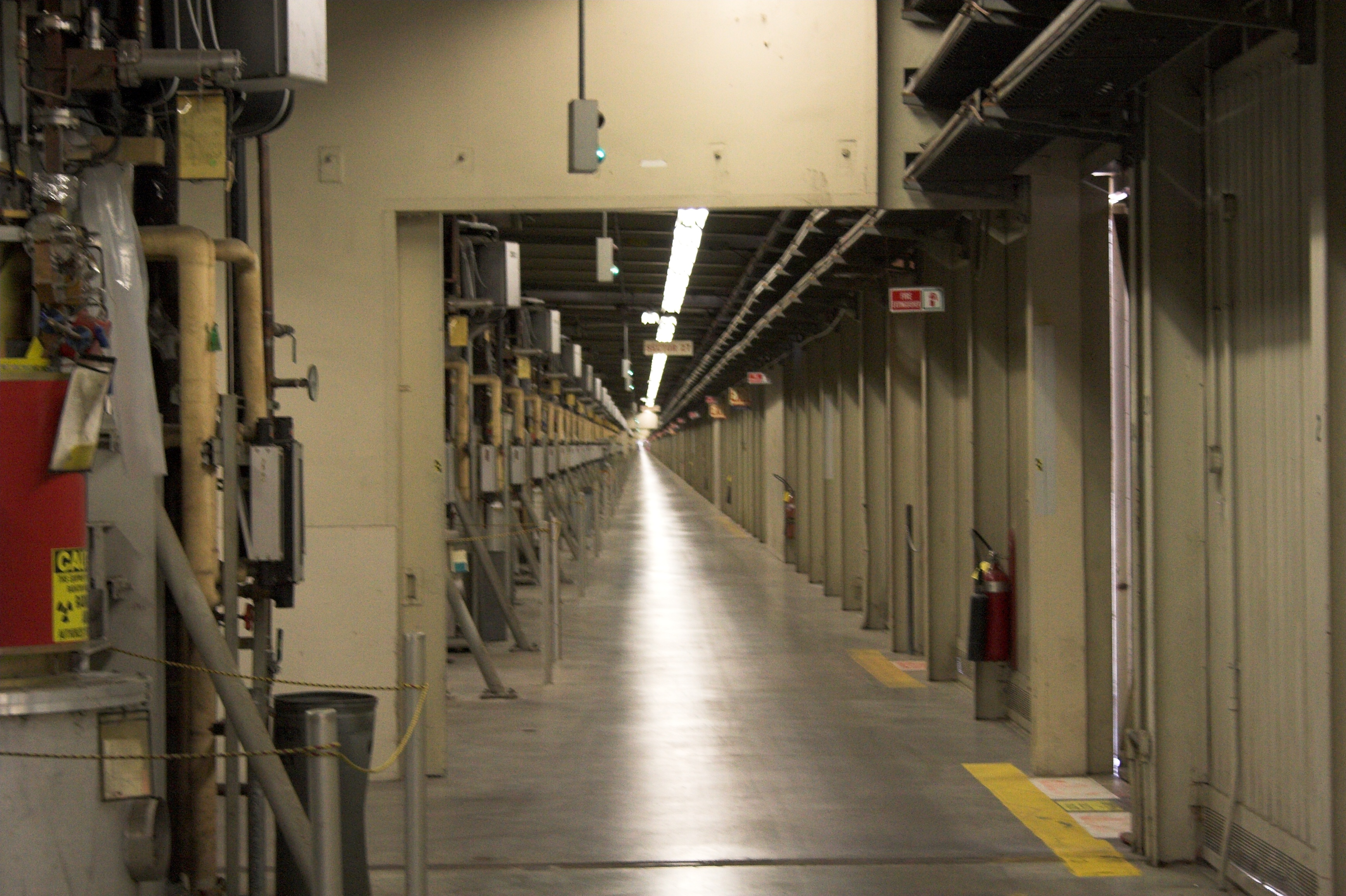
Đường hầm máy gia tốc tuyến tính Stanford dài hai dặm

Phối hợp với Burton Richter, O'Neill đã thực hiện thí nghiệm vật lý chùm tia va chạm đầu tiên vào năm 1965. Trong thí nghiệm này, các chùm hạt từ Máy gia tốc tuyến tính Stanford được thu thập trong các vòng lưu trữ của nó và sau đó hướng vào va chạm ở mức năng lượng 600 MeV. Vào thời điểm đó, đây là năng lượng cao nhất liên quan đến một vụ va chạm hạt. Kết quả đã chứng minh rằng điện tích của một electron được chứa trong một thể tích nhỏ hơn 100 attometers. O'Neill coi thiết bị của mình chỉ có khả năng lưu trữ trong vài giây, nhưng, bằng cách tạo ra một khoảng chân không thậm chí còn mạnh hơn, số khác có thể tăng tốc độ này lên hàng giờ. Năm 1979, ông, cùng với nhà vật lý David C. Cheng, đã viết cuốn sách giáo khoa trình độ đại học nhan đề Elementary Particle Physics: An Introduction (Vật lý hạt cơ bản: Dẫn luận). Ông đã rời bục giảng và về nghỉ hưu năm 1985, nhưng vẫn gắn bó với Princeton với tư cách là giáo sư danh dự cho đến khi qua đời.

### Nguồn gốc của ý tưởng này (1969)

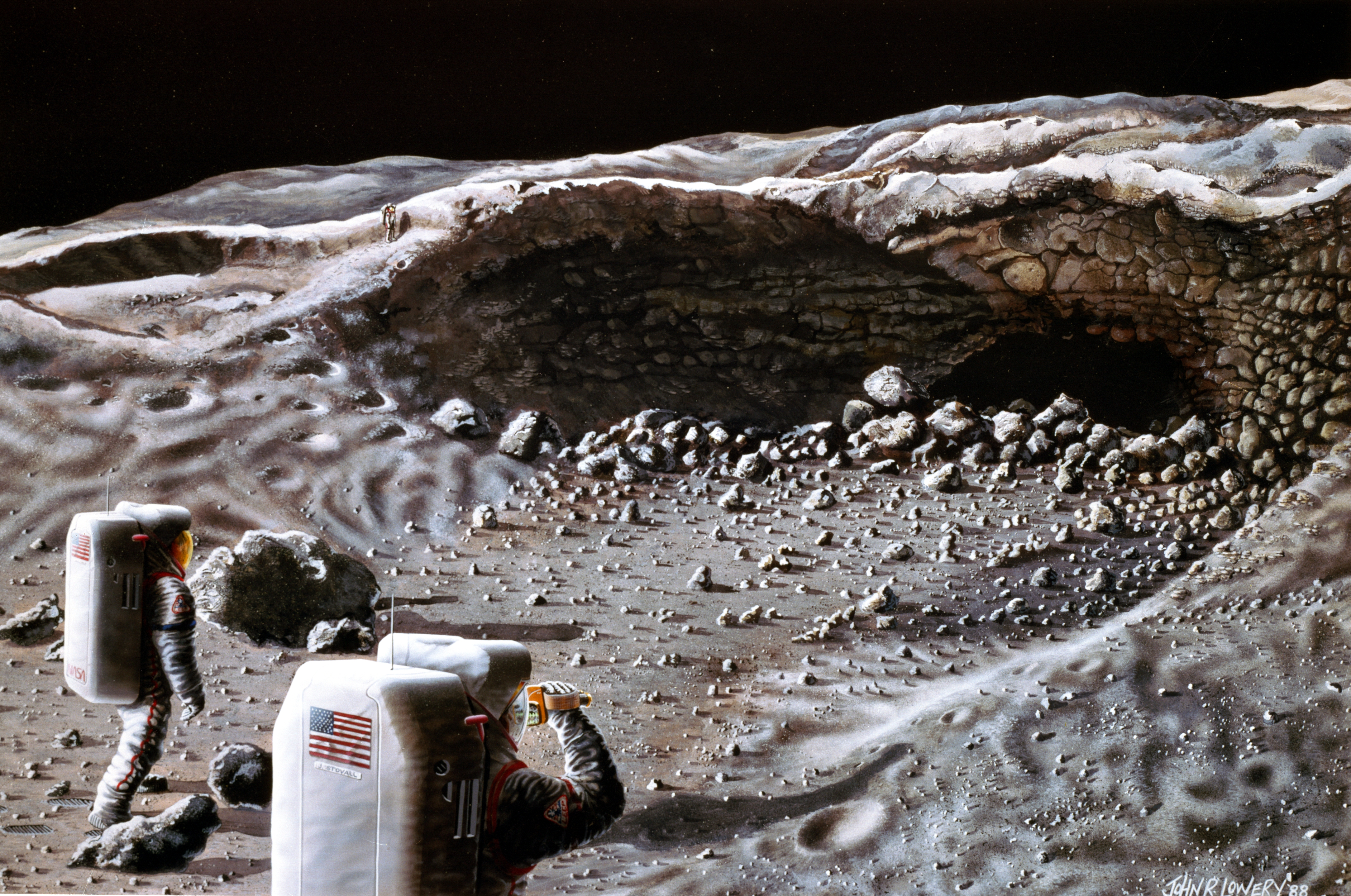
NASA đã hình dung một cuộc thám hiểm khoa học đầy tham vọng trên Mặt Trăng.

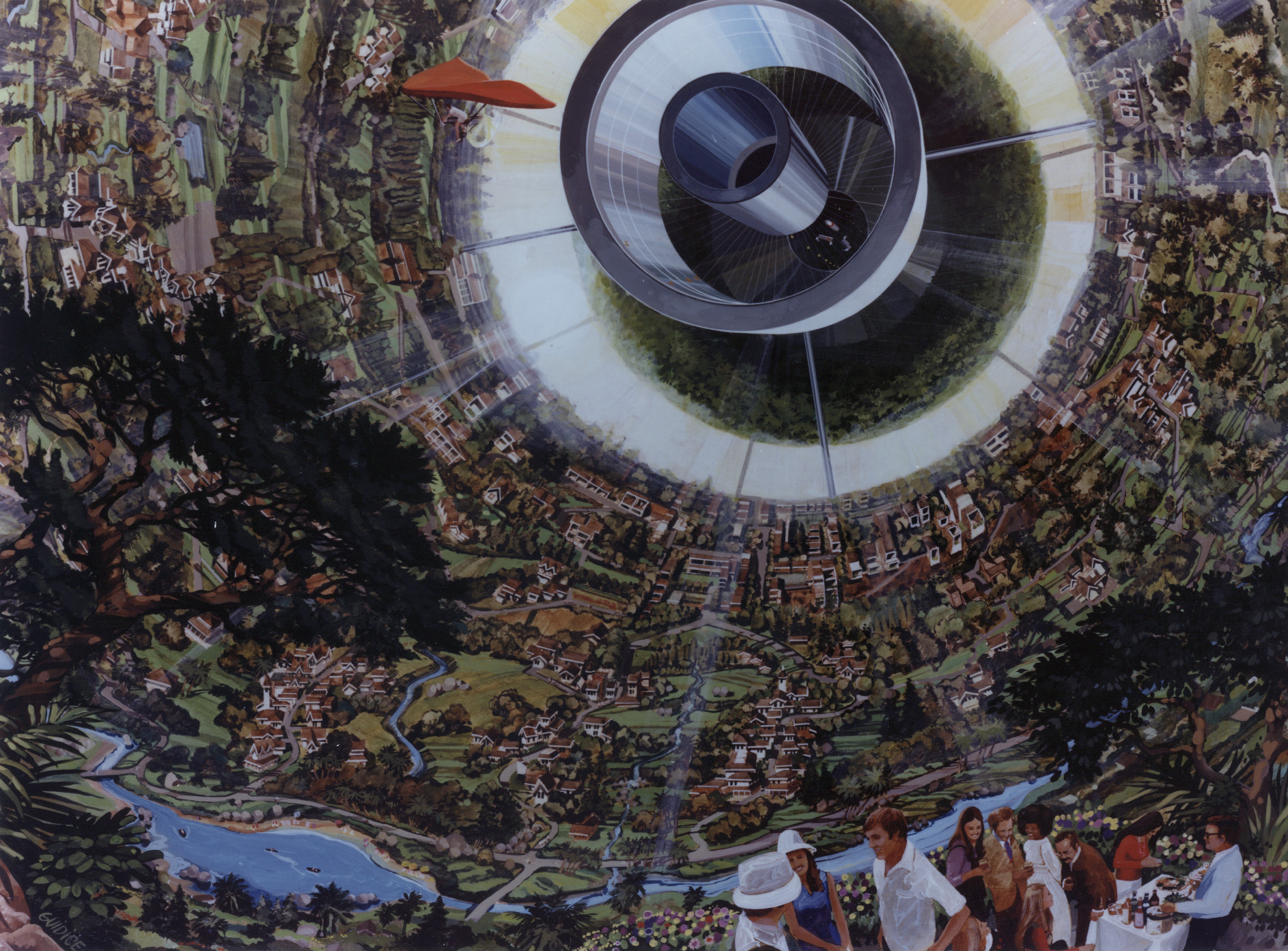
Quả cầu Bernal, một "hành tinh từ trong ra ngoài"

## Định cư ngoài không gian